# كأس العالم للسيدات تحت 20 سنة 2024
كأس العالم للسيدات تحت 20 سنة 2024 هي النسخة الحادية عشرة من كأس العالم للسيدات تحت 20 سنة، وهي بطولة كرة القدم الدولية للسيدات تحت 20 سنة التي تقام كل عامين والتي تتنافس فيها فرق كرة القدم الوطنية للسيدات تحت 20 سنة التابعة للاتحادات الأعضاء في الاتحاد الدولي لكرة القدم (الفيفا). قامت الفيفا بتوسيع البطولة لتشمل 24 فريقًا.
وتستضيف كولومبيا البطولة في الفترة من 31 أغسطس إلى 22 سبتمبر 2024. هذه هي المرة الثالثة التي تستضيف فيها كولومبيا بطولة للفيفا. وهذه أيضًا هي المرة الأولى التي تستضيف فيها كولومبيا بطولة كرة القدم للسيدات التابعة للاتحاد الدولي لكرة القدم.

## روابط خارجية
- الموقع الرسمي